# Nona Faustine
Nona Faustine (1977 – 20. března 2025) byla americká fotografka a vizuální umělkyně. Její práce se zaměřovala na historii, identitu, reprezentaci a na to, co to znamená být ženou v 21. století. Její umělecká díla jsou ve sbírce Brooklynského muzea a Carnegie Muzea.

## Raný život a vzdělání
Nona Faustine se narodila v roce 1977 v Brooklynu ve státě New York a vyrostla v Crown Heights.  Její rodiče přišli do města ze Severní Karolíny. Faustine se k fotografii dostala již jako dítě. Její otec a strýc byli amatérští fotografové a Faustinin první fotoaparát byl darem od jejího strýce.
Faustine byla původně inspirována k tomu, stát se fotografkou, sérií knih Time Life. Ovlivnili ji Diane Arbus, Richard Avedon a fotoreportér Ernst Haas.  Nicméně, ve svém mladém věku měla Faustine problém najít sebe samu v historii fotografie, se kterými se setkávala, protože se zaměřovaly na fotografy, kteří byli nepoměrně většinou muži a běloši. 
V roce 1997 získala titul BFA v oboru fotografie na School of Visual Arts v New Yorku a v roce 2013 titul MFA na Mezinárodním centru fotografie na Bard College.

## Kariéra
Autorčina tvorba se soustředila především na zkušenosti černošských žen, často prostřednictvím autoportrétu. Například její portrét Say Her Name z roku 2016, vyfotografovaný v bytě její rodiny ve Flatbush, byl vytvořen jako pocta Sandře Blandové, černošské ženě, která zemřela v policejní vazbě v roce 2015. 
Autorčina práce se také zabývala širšími otázkami americké historie, například ve fotografické sérii, ve které umístila národní památky (jako je Lincolnův památník a Socha svobody) za mříže. 
Jako vysokoškolačka se Faustine věnoval především dokumentární fotografii. Nasnímala jednu sérii, "Mladé matky", o mladých ženách, které znala prostřednictvím své rodiny, přátel a svého okolí.  Zajímala se také o krajinářskou fotografii, kterou později zúročila ve filmu „White Shoes“ (Bílé boty).  Jako studentka MFA se Faustine začala vzdalovat tradičnímu dokumentárnímu modelu a v roce 2016 prohlásila: "Už to pro mě prostě nefungovalo. Chtěla jsem více prostoru pro hru s komunikací. Oslovila mě konceptuální díla." 

### Mitochondria (2008–2025)
V seriálu „Mitochondria“, odkazu na mitochondriální DNA, která je plně zděděna po matce, Faustine vyfotografovala sebe, svou matku, její sestru a dceru v jejich společném domě v Brooklynu, NY. Dílo osvětluje jak sílu jejich rodinného pouta, tak jejich vzájemně závislé osudy. The New York Times poznamenal, že série je "oslavou moci afroamerických žen pečovat o rodinu, dokonce i za nejtěžších okolností. Název série odkazuje na mitochondriální DNA... Prostřednictvím této vědecké metafory série připomíná kontinuitu afroamerického ženství z jedné generace na druhou... Série také podtrhuje barevnou roli a kvalitu, kterou hrají africké americké ženy, marginalizované v rámci hlavního proudu feminismu se však dokázaly obrátit a povzbudit jeden druhého tváří v tvář předsudkům, ještě před příchodem moderního feministického hnutí.

### "White Shoes" (Bílé boty, 2012-2021)
Série "White Shoes" (Bílé boty) zobrazuje historii otroctví v New Yorku prostřednictvím série aktových autoportrétů pořízených v bývalých místech významných pro obchod s otroky. Seriál se také zabývá zobrazením černého ženského těla. 
Faustine poprvé dostala nápad na sérii v roce 1991, během výkopu afrického pohřebiště na Manhattanu. Na „Bílých botách“ začala pracovat jako postgraduální studentka. Faustine, ovlivněná Lornou Simpsonovou a Carrie Mae Weemsovou, zahájila sérii jako svůj diplomový projekt v roce 2012 a během následujících tří let k ní přidávala další díla. 
Tato práce je založena na autorčině výzkumu historie otroctví v pěti městských částech New Yorku, včetně pohřebišť otroků, trhů s otroky, farem vlastnících otroky a míst přistání otrokářských lodí. Stojící v bílých botách připomíná divákům, jak často musí Afroameričané přijmout bílou kulturu. Pózuje na dřevěné bedně na místech kolem New Yorku, kde se kdysi prodávali otroci, a „odhalila své tělo historii a zprostředkovávala nejzásadnější hrůzu obchodu s otroky, způsob, jakým redukoval lidi na pouhá těla, stroje svalů“.
Její výstava v roce 2016 na Smack Mellon byla rozsáhle recenzována. Alexandra Schwartzová z listu The New Yorker: „Faustininy fotografie slouží k označení míst, která patří k historii, která je příliš často skrytá před zraky, ať už kvůli designu, zanedbání nebo neustále frenetickému tempu změn, které jsou životu v New Yorku vlastní.“ V roce 2024 byla série vystavena v Brooklynském muzeu. 

## Osobní život
Faustine byla svobodnou matkou jedné dcery narozené koncem 21. století.  Podle společnosti African Ancestry, která testuje DNA, Faustine zjistila, že má dědictví Bubi, Hausa, Fulani a Tikar z matčiny strany a dědictví rodu Mandinků a nigerijských Jorubů z otcovy strany.  Nona Faustine zemřela 20. března 2025 ve věku 48 let.

## Publikace
- "White Shoes" (Bílé boty), Nona Faustine a kol., Mack - 2021

## Výstavy

### Samostatné výstavy
- "Making Them Known: Nona Faustine", Artspace, New Haven, CT, 2017[16]
- "Mitochondria", Higher Pictures, Brooklyn, New York, 2021[17]
- "White Shoes" (Bílé boty), Brooklynské muzeum, New York, 2024[1][18][19][15][20]

#### "My Country" ("Moje země", 2016)
"My Country" ("Moje země") byla autorčinou první samostatnou výstavou, která se konala v Baxter St. Camera Club v New Yorku od 8. prosince 2016 do 14. ledna 2017. Výstava představila díla z cyklu „Bílé boty“ a také sérii fotografií památek. Pomníky, včetně Sochy svobody a Lincolnova památníku, jsou zobrazeny s černou čarou protínající obraz. The Village Voice napsal, že její dílo bylo „upřímným ztvárněním hanebného a až příliš pohřbeného amerického dědictví marginalizace“ a vysvětlil dopad fotografií památníku: „grafické přerušení představuje množství týraných Američanů, pro které takové struktury a jejich údajná reprezentace obecného dobra zůstaly nedostupné“.

### Skupinové výstavy
- "The Outwin American Portraiture Today," 2019, National Portrait Gallery, Washington, DC
- "Perilous Bodies," Fordova nadace, NY, 2019[23]
- "Slavery In The Hands Of Harvard" ("Otroctví v rukou Harvardu"), Harvardova univerzita, 2019[24]
- "Refraction: New Photography of Africa and its Diaspora", Steven Kasher Gallery, 2018[25]
- "MAMI", Knockdown Center, Maspeth, NY 2016[26]
- "Race&Revolution", Governors Island, NY 2016[27]
- "The Future Is Forever" ("Budoucnost je navždy"), Mezinárodní centrum fotografie, Mana Contemporary Art Center Jersey City, NJ 2015[28]

## Ocenění
- 2024, Římská cena za vizuální umění od Americké akademie v Římě[29]
- 2019, cena Anonymous Was A Woman Award[30]
- 2019, cena Colene Brown Art Prize, BRIC[31]
- 2019, finalistka soutěže Outwin Boochever soutěže Smithsonian National Portrait Gallery

## Sbírky
- Národní galerie ve Washingtonu, Washington, DC, Spojené státy americké[32]
- Brooklynské muzeum, Brooklyn, New York, Spojené státy americké[33]